# Српска тромеђа
Српска тромеђа (Српска Тромеђа – Стрмица-Книн, Српска Тромеђа, Рајко Лалић – Српска тромеђа) јесте српски музички састав, који изводи крајишку народну музику. Састав је настао 1984. године у Книну. Сматра се једним од најстаријих активних крајишких музичких састава.

## Историја групе
Музички састав Српска тромеђа настао је 1984. године у Стрмици код Книна, на простору Сјеверне Далмације. Име је добио по истоименој области, која представља гранично подручје Босне, односно Крајине (Босанске Крајине), Далмације и Лике, а која се још назива и Српска тромеђа. Оснивач, организатор и вођа групе био је чувени кнински новинар из Стрмице Раде Матијаш. Српска тромеђа се сматра једним од најстаријих активних крајишких музичких састава. Дио састава Весели Плавањци из Плавна код Книна, који издаје музички албум 1986. године за Дискос из Александровца, након тога прелази у Српску тромеђу. За Веселе Плавањце су пјевали Рајко Лалић, Војин Дубајић, Мишо Торбица Бијели, Лука Торбица, Симо Јовичић и Стево Петровић, уз музичку пратњу Николе Мартића Ћонија.
Први музички албум Српска тромеђа је издала 1995. године. Вокални солиста био је Рајко Лалић, родом из села Плавна покрај Книна, а који је њен солиста остао и у наредним деценијама. Лалић је познат по специфичној боји гласа и сматра се једним од најбољих првих гласова крајишке изворне пјесме.
Током каријере, Српска тромеђа је обишла готово цијели простор бивше Југославије, као и подручје Западне Европе, Сјеверне Америке и Аустралије. У периоду од 1995. до 2020. године издали су око двадесет музичка албума. Готово сви чланови групе били су са простора Книна. До прогона Срба из Републике Српске Крајине издали су један музички албум, у Београду. Након првог албума, група је наставила студијски рад исте године, издавши након тога још велики број албума. Поред студијских активности, учествују на бројним манифестацијама, концертима и фестивалима. Између осталог, побједници су традиционалног Сијела Тромеђе у Стрмици.

## Естрадна каријера

### Музички албуми
Свој први музички албум Српска тромеђа издаје за издавачку кућу Нина трејд из Београда (из Сурчина), 1995. године, прије прогона Срба из Републике Српске Крајине. Албум, који је био у формату музичке касете, носио је назив Пале међе на Тромеђи. Албум је имао десет пјесама. Текстове су написали Рајко Радан и Милош Савић, док су аутори музике били Никола Мартић и Стево Коврлија. Вокални солисти били су Рајко Лалић из Плавна и Рајко Рале Радан из Отона. Пратећи вокали били су Драгољуб Драго Атлија из Отона (мајстор за грокталице), Милорад Пајић из Плавна, Лазар Крнета из Стрмице и Милош Миле Савић из Плавна. Хармоникаши су били Никола Мартић Ћони са Жагровића и Стево Ћево Коврлија из Стрмице. Организатор и вођа групе био је Раде Матијаш из Стрмице. Солиста на диплама на овом албуму био је Никола Петровић Легенда, родом из Плавна.
Исте године, али након прогона из Републике Српске Крајине, за Нина трејд издају албум Родни Книне, стари српски граде..., са десет пјесама. Њихове двије пјесме нашле су се и на компилацији Нина трејда Изворне завичајне пјесме, која је изашла 1996. године.
Свој сљедећи албум, Вратићу се родном крају, Српска тромеђа издаје за београдски Супер тон. Албум је изашао 1996. године, а имао је десет нумера. Албум је изашао у двије верзије. Прва верзија била је са погрешним именом групе (Тромеђа), док је друга верзија била са исправним именом групе. Аутори текстова били су Весна Травица, Милка Векић, Зоран Тодоровић, Милош Савић, те Рајко Радан и Рајко Лалић, који су радили и музику. У међувремену се промијенио састав групе, јер је дио чланова напустио групу, па су овај албум снимили солиста Рајко Лалић и пратећи вокали Рајко Радан, Милош Савић и Драгољуб Атлија. У овом саставу група наступа сљедећих десетак година.
Године 1997. за Супер тон издају албум Далеко си, родни крају, са осам пјесама. Пјесме су написали Миле Вукмировић, Нине Огњеновић, Жељко Гњидић Каре, Рајко Радан и Рајко Лалић.
Године 1998. за Супер тон су издали музички албум са десет нумера. Албум издају у двије верзије: Певај, мала, певај  и Пјевај, мала, пјевај (суиздавач Раглас рекордс). Аутори пјесама били су Цветин Тодоровић, Баја Мали Книнџа, Рајко Радан, Рајко Лалић и др. Исте године за Супер тон издају албум Изворишта – Народно благо Крајине, са 13 изворних пјесама. На овом албуму женски вокал била је Милка Векић, свирач на диплама био је Душан Јокић, док је свирач на свиралама био Радомир Манојловић Далматинац.
Посљедњи албум за Супер тон снимају 2000. године. Албум је носио назив Отворите широм Рачу и имао је десет нумера.
Сљедеће године, састав почиње сарадњу са музичком кућом Реноме из Бијељине. Снима нови албум у издању Про диска и Реномеа. Албум (са ознаком АК-418), који је изашао 2001. године, носио је назив Није, Јело, пресушило врело и имао је десет пјесама. Текстописци су били Мирко Вујновић, Д. Царић, Милош Савић и Рајко Лалић. Аутори музике били су Рајко Лалић и Милош Савић. Женски вокал на овом албуму била је Драга Карајловић. Пјесме са овог албума Није, Јело, пресушило врело и Ој, Милоше, побратиме мио нашле су се на компилацији Најљепше крајишке пјесме 3 (ознака АК-441), која је изашла 2001. године у издању Реномеа. Пјесме Враћам се кући и Ој, Милоше, побратиме мио нашле су се на видео-компилацији Најљепши крајишки хитови, која је изашла 2001. године, као и на компилацији Најљепше крајишке пјесме 1 (ознака ДВД-010), која је изашла 2006. године, такође у издању бијељинског Реномеа.
За издавачке куће Про диск и Реноме издају албум и 2002. године. Албум, са ознаком АК-538 и називом Ако Бог да, имао је десет пјесама. Аутори пјесама били су Мирко Вујновић, П. Зелић, Рајко Радан, Рајко Лалић и Милош Савић. Гост на овом албуму (пратећи вокал – бас) био је Жарко Жаре Ђукић. Пјесме са овог албума Кућо стара и Ако Бог да нашле су се на компилацији Најљепше крајишке пјесме 5 (ознака АК-564), која је изашла 2002. године у издању Реномеа.
Свој сљедећи албум Српска тромеђа издаје 2006. године, поново за Реноме из Бијељине . Албум, који се звао Пјевај, брате, имао је десет пјесама. Композитор је био В. Живковић, док су текстове писали М. Васић, Лазо Пајчин, Андрија Бајић, Гордана Радан (ћерка Рајка Радана) и Рајко Лалић. Након овог албума група остаје без пратећег вокала Драгољуба Драге Атлије.
Године 2009, такође за Реноме, Српска тромеђа (овај пут у трочланом саставу) издаје албум Свуда пођи, кући дођи, са девет пјесама. Композитор је био  Боцо Томашевић. Текстописци су били Лазо Пајчин, Гордана Радан и Милош Савић. Пјесма са овог албума Јекни, грло, из туђине нашла се на видео-компилацији Сабор крајишке пјесме 2009, која је изашла 2009. године у издању Реномеа, као и на видео-компилацији Завичају, мили рају... (Празнични коктел традиционалних пјесама и игара) из 2010. године, док су се пјесме Земљак и Љутим се на туђу земљу нашле на видео-компилацији Најљепше крајишке пјесме 3, а пјесма Тромеђо каменита на видео-компилацији Божићни Завичају, мили рају..., такође у издању Реномеа 2009.
Године 2010. за Реноме издају посљедњи албум – Ево наше пјесме, са 14 пјесама (8+6 бонус). Музику је радио Боцо Томашевић, док је текстописац био Лазо Пајчин. Пјесма са овог албума Ево наше пјесме нашла се на компилацији Најљепше крајишке пјесме 13, која је изашла 2010. године у издању Реномеа.
Године 2012. издају компилацију Под Динаром мајка ме родила са 23 пјесме отпјеване уживо. Издавачи су били Ренис из Зворника и Соко продукција из Београда. Исте године издају и компилацију На Тромеђи срце оста са 10 пјесама отпјеваних уживо, у издању Легенде Крајине.
Године 2012. почињу снимати за издавачку кућу Мелодија рекордс, која послује у оквиру медијске куће Дуга. Издају албум под називом Као малог отргли ме из мајчиног топлог крила, са 12 пјесама (8+4 бонус). Музику је радио Боцо Томашевић а текстове Лазо Пајчин, Гордана Радан Декић и Зоран Тодоровић. Године 2013. издају компилацију Јован Далматинац са 11 пјесама отпјеваних уживо.
Године 2015, опет за Мелодија рекордс, Српска тромеђа снима албум Вила Велебита, са девет нових студијских пјесама и три бонус пјесме. Музику је радио Боцо Томашевић, а текстове су писали Боцо Томашевић, Лазо Пајчин, Бранка Косановић, Златан Мојсиловић, Зоран Тодоровић, Светозар С. Милетић, Мићо Мирковић, Остоја Оле Стојчић и Рајко Лалић.
Године 2017. мијења се састав групе. Из групе одлази Рајко Радан и прикључује се групи Тромеђа №1, а у групу долази Илија Грубор Плавањац (родом из Плавна код Книна) бивши члан групе Звуци Тромеђе. Године 2017, поново за Мелодија рекордс, Српска Тромеђа снима албум Манастирска звона, са 12 нових пјесама (8+4 бонус). Музику је радио Боцо Томашевић, а текстове су писали Лазо Пајчин, Радомир Маљковић, Бранка Косановић, Владо Станко Веселиновић, Владо Гагић, Срђан Поштић и Рајко Лалић. Једну пјесму изводи Илија Грубор. Гост на албуму је Страхиња Миливојевић.
Албум, под називом Од Петриње, па до Книна (са 13 пјесама – 9+4 бонус), у истом саставу, Српска тромеђа издаје 2020. године. Музику су писали Боцо Томашевић, Игор Голубић и Лазо Пајчин. Текстописци су били Лазо Пајчин, Милијан Врга, Зоран Тодоровић, Момчило Тутуш, Спасоје Спале Швоња и Рајко Лалић. Године 2020. снимили су пјесму посвећену легендарном крајишком диплару Николи Ники Петровићу Легенди. Након овог албума групу напушта Милош Миле Савић,а у групу долази Личанин Борислав Боћа Обрадовић, родом из Доњег Лапца.
Године 2021. за Мелодију рекордс снимају нове пјесме, и то Пјесма нас је одржала, Зубато је тоје сунце, Косовска долина, Бранко Мрга, Песлаћ Рајко, Доњи Лапац и Небљуси мјесто, Маовице – Врлика, Поддинарка, Сан Маринци у ријечи и слици, Тужна је моја земља и Кошуља бијела. Музику је радио Боцо Томашевић, а текстове су написали Марина Баошић Чворовић, Никола Суботић, браћа Цвитковац, Анте Зелић, Велимир Вујко, Миљан Врга и Рајко Лалић. Године 2022. за Мелодију рекордс снимају пјесме Долазим ти, кршна Лико и Бране Шушњар. Аутор музике био је Боцо Томашевић, а текстописац је био Рајко Лалић. Албуми са наведеним пјесмама (почевши са оном и Николи Петровићу), излазе 2021. (албум под називом Звона Хиландара) и 2023. године (албум Родном селу, родној кући).
Године 2024. у групу се враћа Милош Савић.
Српска тромеђа је сарађивала са другим музичким извођачима, па је тако снимила двије пјесме са Оливером Катарином, на њеном албуму, пјесму са Радмилом Зекићем, а Рајко Лалић је снимио и дует са Небојшом Смиљанићем, односно са групом Кнински косовљани.
Група је направила велики број студијских и амбијенталних музичких спотова. Издала је и видео-касету Завичај у пјесми (2002) са девет нумера, као и један ДВД са видео-спотовима.
Године 2006. излази швајцарска компилација Србија: Антологија српске народне музике, за коју је Српска тромеђа раније снимила двије пјесме.

### Естрадни наступи
Осим дискографских издања која има иза себе, Српска тромеђа чест је гост на различитим културним манифестацијама и појединим музичким фестивалима. Учесници су и хуманитарних концерата.
Српска тромеђа је такође чест гост различитих телевизијских кућа, гдје изводе крајишке изворне пјесме. Имали су велики број наступа на Телевизији БН, у емисијама Завичају, мили рају и Свијет Реномеа, као и на Телевизији Дуга плус, у емисијама Добро вече, родни крају, Сврати у завичај и Мелодија вам представља, а учествовали су и у новогодишњем програму ове телевизије.

### Чланови

#### Садашња постава
- Рајко Лалић – Вокални солиста, вођа групе.
- Илија Грубор „Плавањац“ – Пратећи вокал.
- Борислав Боћа Обрадовић – Пратећи вокал.
- Милош Миле Савић – Пратећи вокал, ранији вођа групе.

#### Бивши чланови
- Рајко Рале Радан – Пратећи вокал.
- Драгољуб Драган – Драго Атлија – Пратећи вокал, мајстор грокталице.
- Милорад Пајић – Пратећи вокал.
- Лазар Крнета – Пратећи вокал.
- Стево Ћево Коврлија – Хармоникаш.
- Никола Мартић „Ћони“ – Хармоникаш.
- Раде Матијаш – Оснивач, организатор и вођа групе.

### Хитови

#### Најпознатији хитови
- Кад се сјетим Крајине и Книна (1995)
- Ево нама нашега Милоша (2008)
- Јекни, грло, из туђине (2008)

#### Остали хитови
- Пале међе на Тромеђи (1995)
- Пјевај, мала, пјевај (1998)
- Кућо моја (1998)
- Ја изјави овце у гајине (1998)
- Ој, Милоше, побратиме мио (2001)
- Отишла је као мало дијете (2006)
- Пјевај, брате (2006)
- Ој, Милоше, побратиме мио (2008)
- Кола плаво-бијеле боје (2010)
- Сањао сам (2015)
- Вук са Динаре (2017), Хит августа 2017. године (Тв Дуга)
- Гледаш, вуче, помрчина пада (2020)

### Фестивали
- 2009. Сабор крајишке пјесме у Бањалуци – Јекни, грло, из туђине.[88]
- 2010. Сијело Тромеђе у Стрмици, код Книна.[2]
- 2012. Први сабор српске крајишке пјесме у Дрвару.[107][108]
- 2014. Трећи сабор српске крајишке пјесме у Дрвару.[109]
- 2017. Шести сабор српске крајишке пјесме у Дрвару.[110]

### Манифестације
- 2009. Црквено-народни збор у манастиру Крушедол на Фрушкој гори у Крушедолу, код Ирига.[111]
- 2010. Храмовна слава Свети архангел Гаврило у Лаћарку, код Сремске Митровице.[2]
- 2010. Мокропољски сусрети у Мокром Пољу, код Книна.[2]
- 2012. 15. јубиларно Крајишко вече у Београду.[112]
- 2013. Сусрет Буковчана Крајишника у Футогу, у општини Нови Сад.[113]
- 2014. Дугино посело у Крању.[114]
- 2015. Друга косијада у Земуну, у Београду.[115]
- 2021. Отварање музеја посвећеног Доситеју Обрадовићу у Плавну, код Книна.[116]
- 2022. Хуманитарна акција "Вратимо живот у православну Далмацију", у циљу обнове православног храма Светог архангела Михаила у Отишићу, код Сиња.[117]

## Дискографија

### Албуми
- Пале међе на Тромеђи, Нина трејд (1995)
- Родни Книне, стари српски граде..., Нина трејд (1995)
- Вратићу се родном крају, Супер тон (1996)
- Далеко си, родни крају, Супер тон (1997)
- Пјевај, мала, пјевај, Супер тон и Раглас рекордс (1998)
- Изворишта – Народно благо Крајине, Супер тон (1998)
- Отворите широм Рачу, Супер тон (2000)
- Није, Јело, пресушило врело, Про диск и Реноме (2001)
- Ако Бог да, Про диск и Реноме (2002)
- Завичај у пјесми, видео-касета, (2002)
- Пјевај, брате, Реноме (2006)
- Свуда пођи, кући дођи, Реноме (2009)
- Ево наше пјесме, Реноме (2010)
- Под Динаром мајка ме родила, Ренис и Соко продукција (2012)
- На Тромеђи срце оста, Легенда Крајине (2012)
- Као малог отргли ме из мајчиног топлог крила, Мелодија рекордс (2012)
- Јован Далматинац, КМ (2013)
- Вила Велебита, Мелодија рекордс (2015)
- Манастирска звона, Мелодија рекордс (2017)
- Од Петриње, па до Книна, Мелодија рекордс (2020)
- Звона Хиландара, Мелодија рекордс (2021)
- Родном селу, родној кући, Мелодија рекордс (2023)